# リミットオーダー
指値注文（さしねちゅうもん、英: limit order）やリミットオーダーとは、相場の実勢価格ではなく、指定した価格での買いや売り注文を出す注文方法。
実勢価格で注文する成行注文と違い、現在値と乖離した価格を指定すれば、相場がその価格まで推移するまで約定することはない危険性がある反面、思惑通り相場が推移し約定すれば大きな利益を生む可能性を秘めている。

## 参照
1. ↑  リミットオーダーとは｜金融経済用語集 - iFinance